# Голограмма для короля
«Голограмма для короля» (англ. A Hologram for the King) — американский фильм 2016 года, снятый немецким режиссёром Томом Тыквером по одноименному роману Дэйва Эггерса. В главной роли — Том Хэнкс.
Фильм вышел в США 22 апреля 2016 года, в России — 12 мая.

## Сюжет
Главный герой — американец Алан Клей, представитель IT-компании, в прошлом топ-менеджер крупной американской компании, выпускавшей велосипеды. В настоящее время дела у него идут не лучшим образом: велосипедный бизнес, не выдержав конкуренции с китайскими представителями, разорён, из-за чего Алан не в состоянии оплачивать обучение дочери в колледже. Алан приехал в Саудовскую Аравию в надежде заключить крупный контракт с королём Саудовской Аравии, представив ему продукт компании — общение на расстоянии через голограмму. Удачное завершение сделки помогло бы решить финансовые проблемы героя.
Однако всё с самого начала не заладилось, король находится в постоянных разъездах, а помощники короля всё время придумывают всё новые отговорки и не спешат в организации презентации. Вдобавок ко всему у Алана на спине появилась странная опухоль, при обращении в больницу его врачом оказалась женщина, что весьма странно и необычно для Саудовской Аравии. К счастью, опухоль оказалась доброкачественной, и женщина-хирург успешно удалила её.
Герой подружился с местным таксистом и гидом по совместительству. Постепенно он начинает привыкать и проникаться колоритом и культурой Ближнего Востока. Поездка становится для него чем-то более важным и близким, чем просто командировкой. У него завязываются простые, настоящие и глубокие отношения с женщиной-врачом. Его бизнес-проект не удался — волею судеб опять же из-за китайских конкурентов, которые предложили королю такой же продукт, но быстрее и дешевле. Но это его теперь не очень-то и заботит. Его отношения с дочерью улучшились, он нашёл новую работу в Саудовской Аравии и построил тёплые отношения с уже теперь любимой женщиной. Путешествие помогло ему осознать, переосмыслить и понять, что же действительно важно в жизни.

## В ролях
- Том Хэнкс — Алан Клей[3]
- Омар Эльба — Юсеф, водитель Алана[5]
- Сарита Чоудхури — Захра[5]
- Сидсе Бабетт Кнудсен — Ханн
- Бен Уишоу — Дэйв
- Том Скерритт — Рон, отец Алана[5]
- Трэйси Фэирэуэй — Кит, дочь Алана[5]
- Дэвид Менкин — Брэд[5]
- Халид Лэйт — Карим Аль-Ахмет
- Рольф Саксон — Джо Триволи
- Джихад Абду — доктор Хадад
- Дафер Лабидин — Хассан

## Съёмки
Основные съёмки начались 6 марта 2014 года в Марокко. Съёмки также проходили в Хургаде, Берлине, Дюссельдорфе, и закончились в июне 2014 года.

## Критика
Фильм получил в целом положительные отзывы кинокритиков. На сайте Rotten Tomatoes фильм имеет рейтинг 72 % на основе 144 рецензий со средним баллом 6,2 из 10. На сайте Metacritic фильм имеет оценку 58 из 100 на основе 35 рецензий критиков, что соответствует статусу «смешанные или средние отзывы».